# Capital Airlines (Nigeria)
Capital Airlines Limited fue una aerolínea con base en el Aeropuerto Internacional Murtala Mohammed en Lagos, Nigeria. Fue fundada en 2003 y efectuaba vuelos de cabotaje regulares y charter.
Aparentemente mitad de 2005, Capital Airlines se asocia con Synergy Group para operar los aeropuertos marginales viables de Nigeria (Lagos, Abuya, Kano y Port Harcourt) y abrir algunos aeropuertos alternativos, considerados hasta ese momento inviables. Igualmente, el grupo dijo que brindaría asistencia técnica a la aerolínea ya que planeaba extender sus operaciones a Makurdi, Ilorin, Jos y algunos otros aeropuertos. El aquel gerente de Capital Airlines, Dr. Tony Eze, explicó que la aerolínea operará un avión Embraer 120 en esas rutas y qué el grupo también planea adquirir el hangar de Okada Air en el aeropuerto de Benín, donde se realizaría todo el mantenimiento de la aeronave. El presidente de Synergy Group, Germán Efromovich, dijo que quiere transferir todo el know-how del grupo a Capital Airlines con expertos de la Asociación Internacional de Transporte Aéreo (IATA). En sus tiempos, Eze refutó las insinuaciones de que la aerolínea detuvo sus operaciones en Benín, explicando que hubo una reestructuración, "y por eso teníamos esa brecha, pero ahora estamos completamente de regreso y continuaremos sirviendo a la gente". Synergy Group tiene intereses comerciales en el transporte marítimo, en petróleo y gas y en la aviación.

## Destinos
Capital Airlines efectuaba vuelos regulares a los siguientes destinos domésticos (en julio de 2007):
- Lagos
- Abuya
- Ilorin
- Minna

## Flota
La flota de Capital Airlines incluía los siguientes aviones (en diciembre de 2010):
- 3 Embraer EMB 120RT Brasilia